# Trangé

Trangé este o comună în departamentul Sarthe, Franța. În 2009 avea o populație de 1,404 de locuitori.